# Metzeresche
Metzeresche [mɛtsəʁɛʃ] est une commune française située dans le département de la Moselle en région Grand Est. Ses habitants sont appelés les  Metzereschois en français et les Metzerescher en platt.

## Géographie
La commune de Metzeresche est située à l’est de Thionville, entre Metz et Luxembourg. La commune se situe dans le site inscrit de la  vallée de la Canner.

### Communes limitrophes
|           | Metzervisse |                    |
| Volstroff | Metzeresche | Kédange-sur-Canner |
| Luttange  |             | Hombourg-Budange   |

### Hydrographie
La commune est située dans le bassin versant du Rhin au sein du bassin Rhin-Meuse. Elle est drainée par la Bibiche.
La Bibiche, d'une longueur totale de 22,6 km, prend sa source dans la commune de Bettelainville et se jette  dans la Moselle à Basse-Ham, après avoir traversé dix communes.

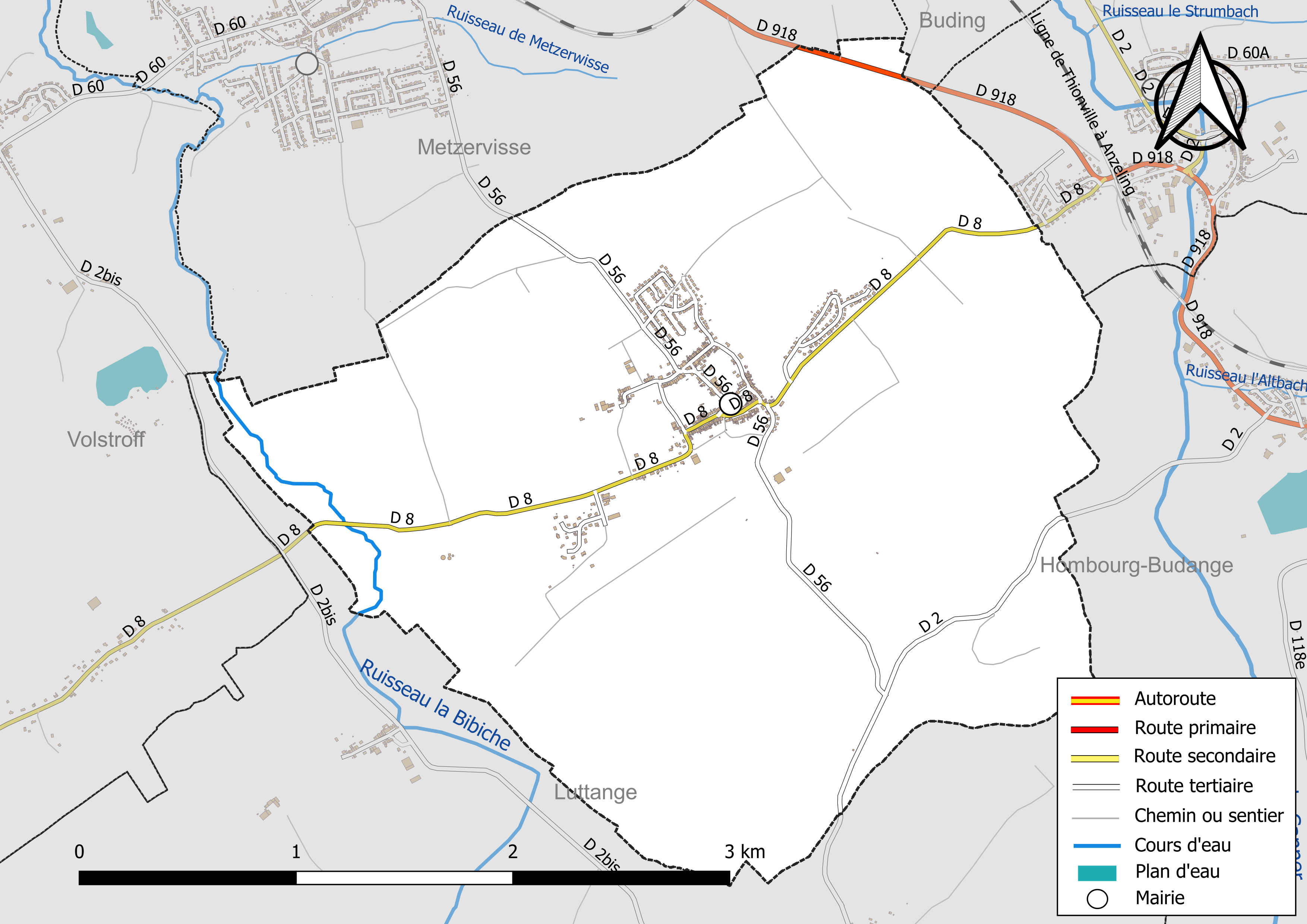
Réseaux hydrographique et routier de Metzeresche.

La qualité du ruisseau la Bibiche peut être consultée sur un site spécial géré par les agences de l’eau et l’Agence française pour la biodiversité.

### Climat
Pour des articles plus généraux, voir Climat du Grand Est et Climat de la Moselle.
En 2010, le climat de la commune est de type climat des marges montargnardes, selon une étude du Centre national de la recherche scientifique s'appuyant sur une série de données couvrant la période 1971-2000. En 2020, Météo-France publie une typologie des climats de la France métropolitaine dans laquelle la commune est exposée à un climat semi-continental et est dans la région climatique  Lorraine, plateau de Langres, Morvan, caractérisée par un hiver rude (1,5 °C), des vents modérés et des brouillards fréquents en automne et hiver. 
Pour la période 1971-2000, la température annuelle moyenne est de 9,6 °C, avec une amplitude thermique annuelle de 16,7 °C. Le cumul annuel moyen de précipitations est de 800 mm, avec 12,2 jours de précipitations en janvier et 9,1 jours en juillet. Pour la période 1991-2020, la température moyenne annuelle observée sur la station météorologique de Météo-France la plus proche, « Malancourt », sur la commune d'Amnéville à 13 km à vol d'oiseau, est de 10,2 °C et le cumul annuel moyen de précipitations est de 884,1 mm. 
La température maximale relevée sur cette station est de 39,3 °C, atteinte le 25 juillet 2019 ; la température minimale est de −17,9 °C, atteinte le 5 janvier 1985,,. 
Les paramètres climatiques de la commune ont été estimés pour le milieu du siècle (2041-2070) selon différents scénarios d'émission de gaz à effet de serre à partir des nouvelles projections climatiques de référence DRIAS-2020. Ils sont consultables sur un site spécial publié par Météo-France en novembre 2022.

## Urbanisme

### Typologie
Au 1er janvier 2024, Metzeresche est catégorisée bourg rural, selon la nouvelle grille communale de densité à sept niveaux définie par l'Insee en 2022.
Elle est située hors unité urbaine. Par ailleurs la commune fait partie de l'aire d'attraction de Luxembourg (partie française), dont elle est une commune de la couronne,. Cette aire, qui regroupe 115 communes, est catégorisée dans les aires de 700 000 habitants ou plus (hors Paris),.

### Occupation des sols
L'occupation des sols de la commune, telle qu'elle ressort de la base de données européenne d’occupation biophysique des sols Corine Land Cover (CLC), est marquée par l'importance des territoires agricoles (75,9 % en 2018), en diminution par rapport à 1990 (77 %). La répartition détaillée en 2018 est la suivante : 
terres arables (57,3 %), forêts (17,8 %), prairies (15,9 %), zones urbanisées (6,3 %), zones agricoles hétérogènes (2,6 %). L'évolution de l’occupation des sols de la commune et de ses infrastructures peut être observée sur les différentes représentations cartographiques du territoire : la carte de Cassini (XVIIIe siècle), la carte d'état-major (1820-1866) et les cartes ou photos aériennes de l'IGN pour la période actuelle (1950 à aujourd'hui).

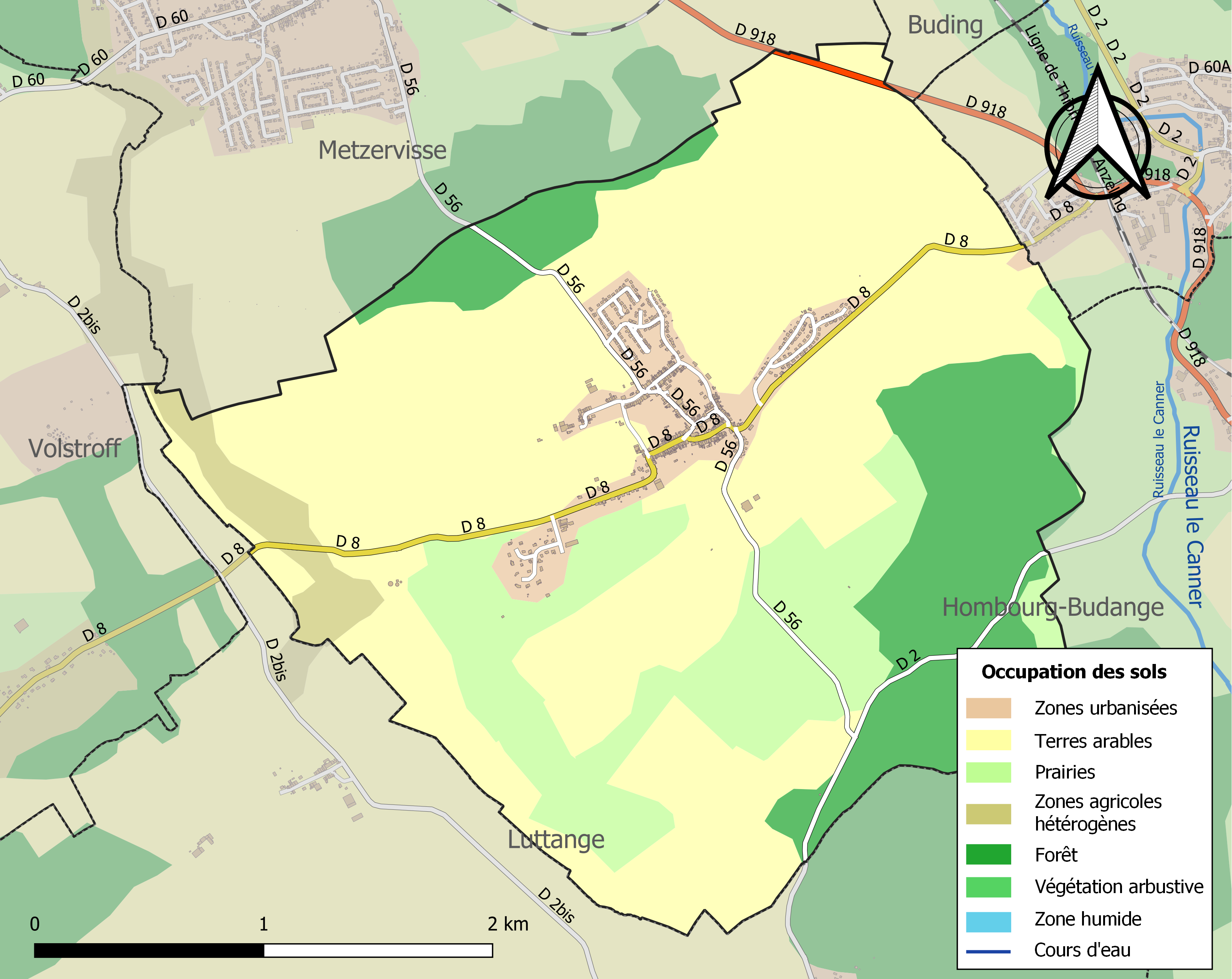
Carte des infrastructures et de l'occupation des sols de la commune en 2018 (CLC).

## Toponymie
- Metzeresch en Francique lorrain.
- metzer signifie « messin » et « de Metz », esche/esch signifierait « frêne »[15] ou « cendres », ou encore ce serait la déformation du nom « Ay », village d’origine gallo-romaine disparu.
- Esch (1277), Esen/Esch et Esche (1544), Metze-Esch (1594), Heche (1686), Metzereche (XVIIIe siècle), Metzeresch (1793), Melzeresche (1801)[16], Metzeresch (carte Cassini).
- Halding (ancien moulin) : Haldingen en 1390.

## Histoire
- Domaine des abbayes de Saint-Arnoul de Metz et de Rettel.
- Seigneurie partagée entre Luxembourg et Lorraine. Autrefois dépendant de la seigneurie de Winsberg.
- Réuni à la France en 1661 (traité de Vincennes).
- Esche était un village, détruit au cours de la guerre de Trente Ans.
- Terlange (Terlingas en 968[17]) existait entre Luttange et Metzeresche, le ban de Terlange a été réuni à celui de Metzeresche[18].

## Politique et administration
| Période                                  | Période  | Identité         | Étiquette | Qualité |
| ---------------------------------------- | -------- | ---------------- | --------- | ------- |
| 1983                                     | 2008     | Claude Rigaud    | DVD       |         |
| 2008                                     | 2014     | Marcel Cenedella | SE        |         |
| 2014                                     | En cours | Hervé Wax        | SE        |         |
| Les données manquantes sont à compléter. |          |                  |           |         |

## Démographie
L'évolution du nombre d'habitants est connue à travers les recensements de la population effectués dans la commune depuis 1793. Pour les communes de moins de 10 000 habitants, une enquête de recensement portant sur toute la population est réalisée tous les cinq ans, les populations de référence des années intermédiaires étant quant à elles estimées par interpolation ou extrapolation. Pour la commune, le premier recensement exhaustif entrant dans le cadre du nouveau dispositif a été réalisé en 2005.

En 2022, la commune comptait 988 habitants, en évolution de +5,11 % par rapport à 2016 (Moselle : +0,52 %, France hors Mayotte : +2,11 %).
| 1793 | 1800 | 1806 | 1821 | 1836 | 1841 | 1861 | 1866 | 1871 |
| ---- | ---- | ---- | ---- | ---- | ---- | ---- | ---- | ---- |
| 603  | 573  | 635  | 634  | 706  | 668  | 555  | 507  | 488  |

| 1875 | 1880 | 1885 | 1890 | 1895 | 1900 | 1905 | 1910 | 1921 |
| ---- | ---- | ---- | ---- | ---- | ---- | ---- | ---- | ---- |
| 477  | 450  | 448  | 444  | 471  | 477  | 455  | 436  | 406  |

| 1926 | 1931 | 1936 | 1946 | 1954 | 1962 | 1968 | 1975 | 1982 |
| ---- | ---- | ---- | ---- | ---- | ---- | ---- | ---- | ---- |
| 421  | 455  | 407  | 401  | 449  | 485  | 465  | 507  | 720  |

| 1990 | 1999 | 2005 | 2006 | 2010 | 2015 | 2020 | 2022 | - |
| ---- | ---- | ---- | ---- | ---- | ---- | ---- | ---- | - |
| 691  | 674  | 788  | 807  | 828  | 908  | 978  | 988  | - |

## Culture locale et patrimoine

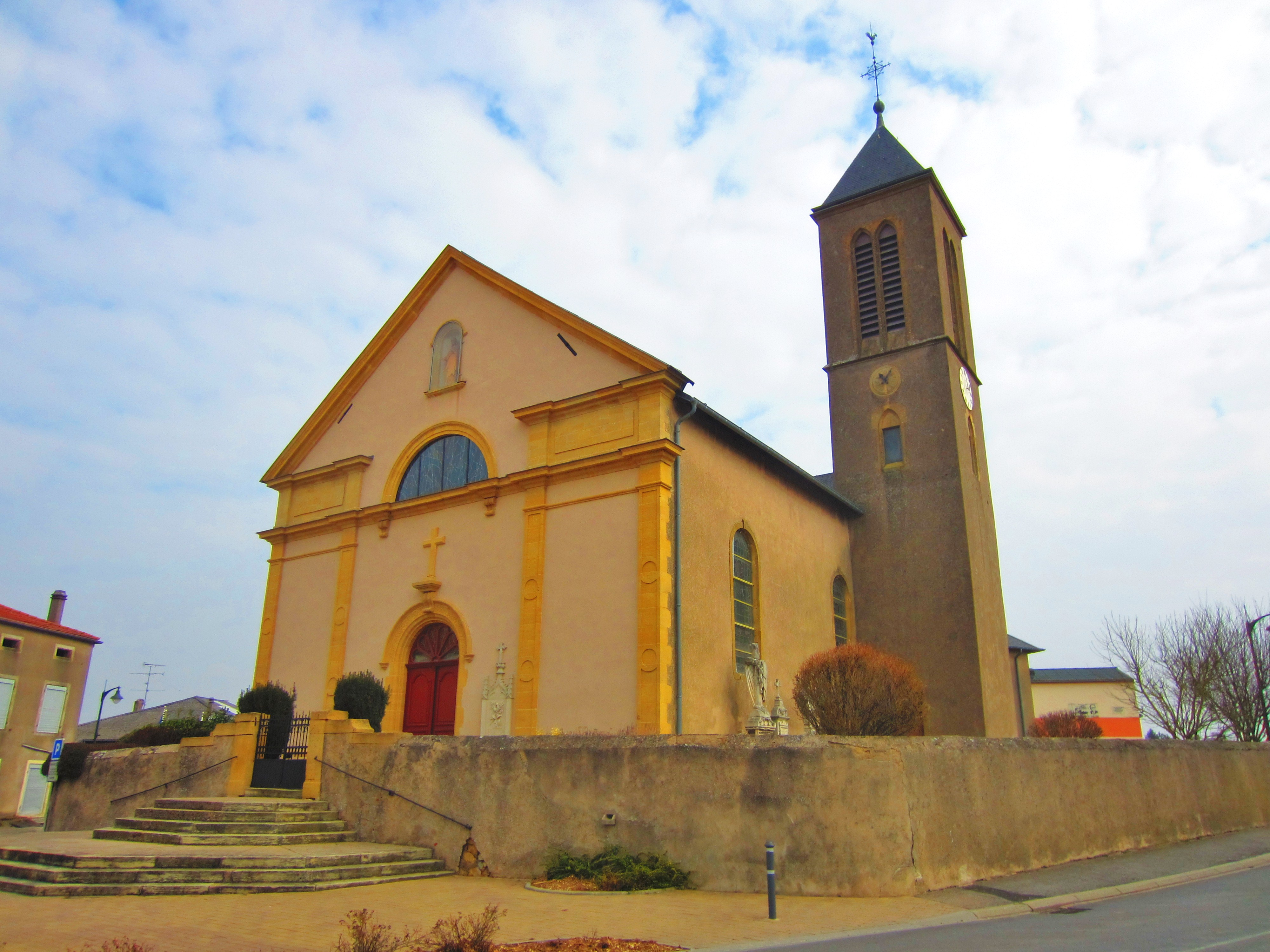
L'église Saint-Étienne.

Fête du Schaudi.

### Lieux et monuments
- Passage d'une voie romaine.

#### Édifice religieux
- Église Paroissiale Saint-Étienne, construite en 1776 ; tour clocher et sacristie 2e moitié XIXe siècle.

#### Édifices civils
Il y a deux écoles à Metzeresche : l’école maternelle avec deux classes et l’école élémentaire avec quatre classes. Les élèves apprennent l’allemand dès la maternelle. Il y a un service de restauration scolaire à la pause méridienne depuis le 1er septembre 2015.
Metzeresche a une église, une mairie, une caserne de pompiers et une MJC. Il y a aussi un terrain multisports, un parc de jeux et une ferme équestre.

### Personnalités liées à la commune
- Charles Marchetti, ingénieur aéronautique au sein de la SNCASE, est le concepteur de l'Alouette qui utilise pour la première fois une turbine en lieu et place d'un moteur à pistons en raison de problèmes de poids, volume et puissance. Il est considéré comme un des pionniers de l'industrie française des hélicoptères[22] (Djinn, Alouette I, Alouette II, Alouette III, Super-Frelon).

### Héraldique
| Blason de Metzeresche | Blason  | Coupé d'or à la bande de gueules chargée de trois alérions d'argent, et d'argent à trois chevrons de sable. |
| Blason de Metzeresche | Détails | Le statut officiel du blason reste à déterminer.                                                            |